# Четвёртое правительство Лаваля
Четвёртое правительство Лаваля — кабинет министров, правивший Францией с 7 июня 1935 года по 22 января 1936 года, в период Третьей французской республики, в следующем составе:
- Пьер Лаваль — председатель Совета министров и министр иностранных дел;
- Жан Фабри — военный министр;
- Жозеф Паганон — министр внутренних дел;
- Марсель Ренье — министр финансов;
- Людовик-Оскар Фроссар — министр труда;
- Леон Берар — министр юстиции;
- Франсуа Пьетри — морской министр;
- Марио Рустан — министр торгового флота;
- Виктор Денэн — министр авиации;
- Филипп Маркомб — министр национального образования;
- Анри Мопуаль — министр пенсий;
- Пьер Каталя — министр сельского хозяйства;
- Луи Роллен — министр колоний;
- Лоран Эйнак — министр общественных работ;
- Луи Лафонт — министр здравоохранения и физической культуры;
- Жорж Мандель — министр почт, телеграфов и телефонов;
- Жорж Бонне — министр торговли и промышленности;
- Эдуар Эррио — государственный министр;
- Луи Марен — государственный министр;
- Пьер-Этьен Фланден — государственный министр.

Изменения
17 июня 1935 — Марио Рустан наследует Маркомбу (умер 13 июня) как министр национального образования. Гийом Бертран наследует Рустану как министр торгового флота.